# Oberonia tenuis
Oberonia tenuis är en orkidéart som beskrevs av John Lindley. Oberonia tenuis ingår i släktet Oberonia och familjen orkidéer. Inga underarter finns listade i Catalogue of Life.